# 녹는점

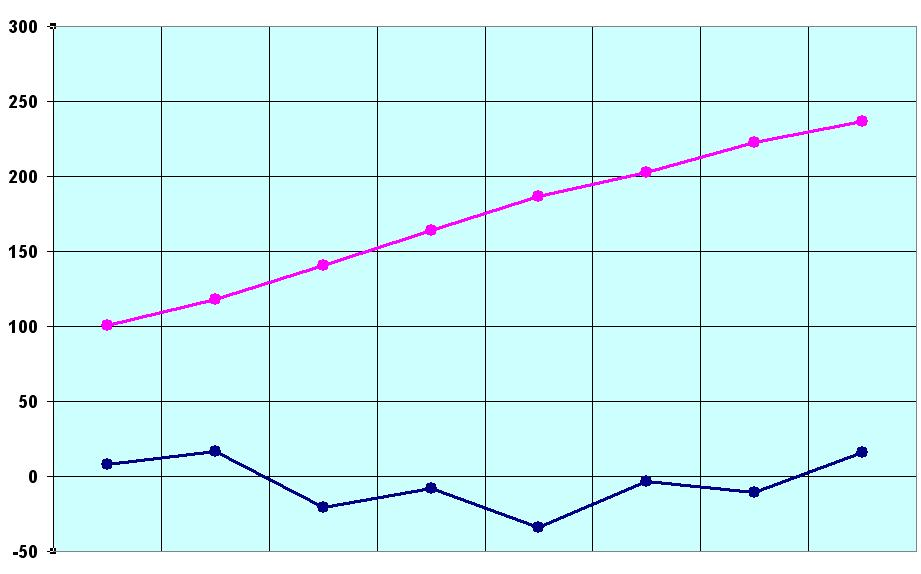
초기 8대 카복실산의 녹는점 (파랑)과 끓는점 (분홍). (단위: °C)

녹는점은 고체가 액체 상태로 바뀌는 온도로, 융해점(融解點), 간단히 융점(融點)으로도 부른다. 반대로 액체에서 고체로 바뀌는 온도를 어는점 또는 결빙점(結氷點), 간단히 빙점(氷點)이라고 한다. 끓는점과 달리 녹는점은 외부 압력에 의한 영향이 비교적 적다. 녹는 물질이 순수한 물질이라면 그 물질이 녹는 동안 가열하여도 온도가 일정하게 유지되는 일정 온도구간이 나타나며 고체와 액체가 공존할 때의 온도를 녹는점이라 한다. 순수한 녹는점과 어는점(freezing point)이 항상 같으며 각 물질마다 녹는점은 모두 다르므로 그 물질만이 가지는 고유한 성질인 물질의 특성이 된다. 녹는점이 가장 높다고 알려진 물질은 흑연으로 3948 켈빈이다.

## 열역학 공식
{\displaystyle \Delta S={\frac {\Delta H}{T}}}
위의 "{\displaystyle T}","{\displaystyle \Delta S}"와 "{\displaystyle \Delta H}"는 각각 녹는점의 온도, 녹는점의 엔트로피의 변화, 그리고 녹는점의 엔탈피의 변화이다.

## 같이 보기
- 삼중점
- 융해열